# ケケ・ロズベルグ
ケイヨ・エリク・"ケケ"・ロズベルグ（Keijo Erik "Keke" Rosberg, 1948年12月6日 - ）は、フィンランド国籍の元レーシングドライバーで、1982年のF1ドライバーズチャンピオン。スウェーデン・ストックホルムのソルナで生まれ、フィンランド・オウルで育ったスウェーデン語系フィンランド人である。
異名は、F1ドライバーでは初代となる「フライング・フィン」。名前をスウェーデン語の発音に近い形で日本語表記するとケケ・ルースベァルィ[ˈkɛkɛ ˈruːsbærj]となり、日本語のメディアではロズベリとする表記も多く見られた。

## 人物
ルーズなマシンセッティングを好み、アクセル全開・カウンターステア一杯の豪快なドライビングを持ち味とした。自らでも「私にとって、全てはフラットアウト（全開）かナッシング（無）かのどちらかなんだ」とそのスタイルを認めている。
市街地サーキットを得意としており、F1での通算5勝のうち4勝を市街地サーキット（モナコ・ダラス・デトロイト・アデレード）で挙げた。
現役時代はヘビースモーカーとしても知られていた。レース終了後の表彰台でマールボロを吹かす姿も、TV映像に捉えられている。1992年のモナコグランプリでのマールボロ主催のパーティーでは、ニキ・ラウダが席を外した際に、「なんでラウダが呼ばれているんだ。ヨーロッパで最初に禁煙席を作ったのは、ラウダ航空じゃないか」と発言し、会場の爆笑を誘った。
1980年代中盤からの燃費ばかりを気にした走行とF1マシンのハイテク・複雑化を嫌い、1986年シーズン終了をもってF1から引退した。
息子のニコ・ロズベルグもF1ドライバーとなり、2012年中国グランプリでF1初優勝を挙げたことにより、ヒル家（グラハム・デイモン）、ヴィルヌーヴ家（ジル・ジャック）に続く3例目の親子2世代F1ウィナーとなった。また、ニコが2013年モナコグランプリで優勝を挙げたことから、史上初となるF1モナコグランプリ親子2世代ウィナーとなった。そして2016年にはニコがワールドチャンピオンに輝き、ヒル家以来、2例目となる親子2世代F1ワールドチャンピオンとなった。

## プロフィール

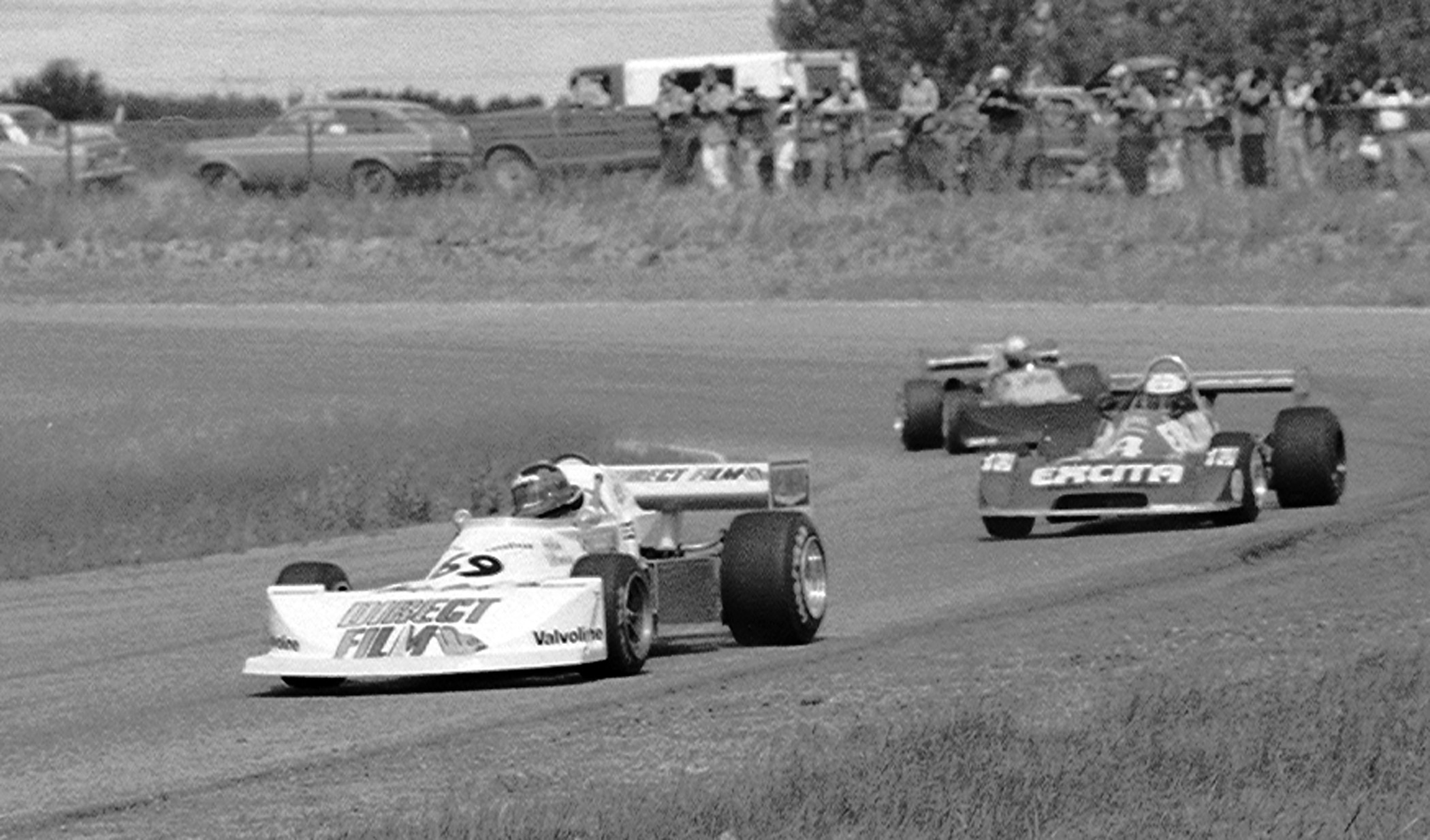
1977年のフォーミュラ・アトランティックでジル・ヴィルヌーヴを追うロズベルグ（2台目）

ロズベルグはフィンランド人の両親がスウェーデンで学生結婚した時に生まれ、帰国後はフィンランドで育てられた。両親はともにラリードライバーで、母は「1000湖ラリー」のレディースクラス優勝歴がある。幼いロズベルグは両親と共にラリー転戦のためにヨーロッパを各国まわった。学生時代はアイスホッケーが得意な少年で学校が嫌いだったが、将来のために歯科医師の見習いを経験。しかし「全く自分に合ってなかった。大失敗だ（笑）」とすぐに止めた。その後、父がフィンランドで最初のレーシングカート協会を創設し、ラリーよりも資金が少なく開始できるカートをやり始めた。参戦カテゴリーについて、「ラリーには全然興味が沸かなかった。レースはラリーのように汚れないし、野宿しなくていい、夜中は走らなくて済むうえにホテルで寝泊まりしても良い。自分の性格にはこっちが合ってると思った。ラリーより速いしね。」と述べている。
1973年にスカンジナビアとヨーロッパのカートチャンピオンを獲得すると、「フィンランドは大好きだが、国際舞台に上がるには外国に行って他国の人間と意思の疎通を図るための言葉を習得しなければダメだと思ったし、フィンランドではレーシングドライバーで身を立てるという土壌が無かった。」など複数の要因も重なり、母国を離れ西ドイツへと拠点を移す。フォーミュラ・Veeやフォーミュラ・スーパーVeeにステップアップし参戦したが、生活のためにコンピュータ解析の仕事をしながら、次第に専業のプロレーサーになっていく。
その後はヨーロッパF2選手権に参戦しながら、助っ人として賞金を稼ぐため北米のカナディアン-アメリカン・チャレンジカップ（Can-Am）やフォーミュラ・アトランティック、フォーミュラ・パシフィックなど世界各地のレースを転戦した。日本へも複数回来日し、鈴鹿サーキットで開催されたJAFグランプリなどに参戦しており、1977年にはコジマ製F1マシンのタイヤテストも行った（後述）。

### F1デビュー
1978年に第3戦南アフリカGPにて、セオドールからF1デビュー。この年はチームを渡り歩くことになり、セオドールで4戦を戦った後、第8戦スウェーデンGPからの3戦はATS、第11戦西ドイツGPからの4戦はウルフ、第15戦アメリカ東GPからの2戦はATSに戻って参戦した。しかしいずれのチームもマシンの戦闘力は低く、予選・決勝共に下位に沈み、予選落ち1回、予備予選落ち4回も喫している。

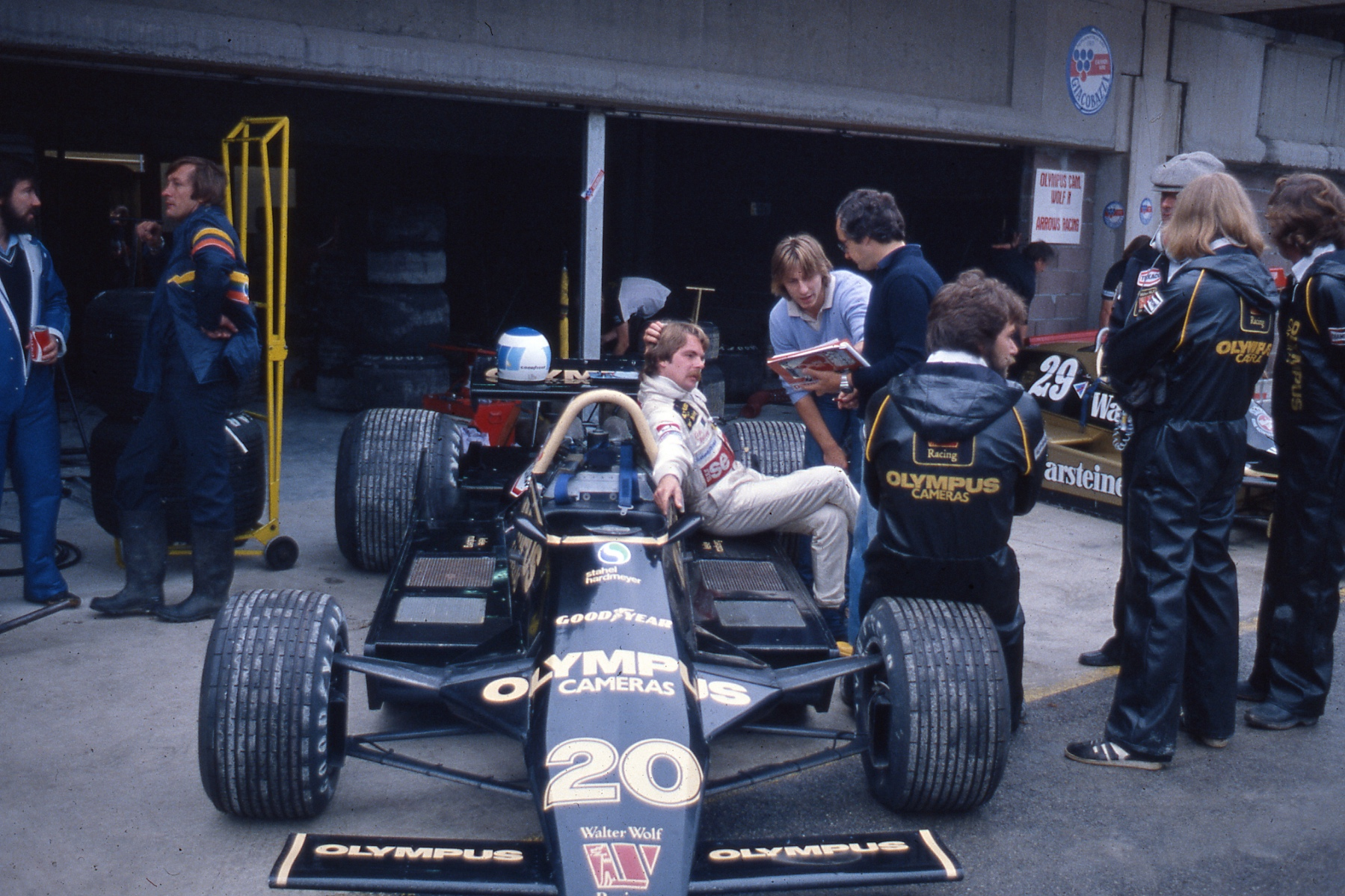
ウルフ時代のロズベルグ（1979年）

翌1979年は前半戦にはシートが無く、第8戦イギリスGPよりウルフから参戦。そのレースでは9位で完走したが、その後はリタイヤ6回・予選落ち1回と全く完走出来なかった。
1980年にはフィッティパルディからの参戦となる。これまで同様、弱小チームからの参戦だったが、開幕戦アルゼンチンGPでは完走7台のサバイバルレースを生き残り、3位表彰台を獲得。予選落ちを3度喫すなど、シーズンを通せば苦しい戦いとなったが、第12戦イタリアGPでは5位に入賞。第9戦西ドイツGPでの予選8位、第13戦カナダGPでの予選6位など、時折存在をアピールした。
1981年もフィッティパルディに残留したが、完走は3回（最高位：9位）。チームの資金難もあって、リタイヤ6回・予選落ち5回と、前年以上に苦しいシーズンとなった。

### ウィリアムズ時代

#### 1982年
前年限りで引退したアラン・ジョーンズに代わり、トップチームであるウィリアムズのシートを獲得。加えてジョーンズに代わりウィリアムズのエースとなるはずのカルロス・ロイテマンが政治的な理由から開幕2戦目で突如引退してしまったため、ロズベルグはエースドライバーの待遇を得る。当時はF1のターボエンジン全盛期になりつつあり、NAエンジン搭載のウィリアムズ・FW08はストレートスピードでターボ勢にかなわなかったが、安定したシャシー性能で地道にポイントを積み重ねた。また、持ち前の豪快な走りも見せ、第10戦イギリスGPではF1での初ポールポジション（PP）を獲得した。
第14戦スイスGPでは、ラスト3周でトップに立ち、そのままF1初優勝を記録。これによりランキングトップに躍り出ると、そのままその座を守り、最終戦アメリカGPでチャンピオンが確定した。シーズンをリードしていたディディエ・ピローニの負傷欠場に助けられた面もあったが、シーズン1勝でのチャンピオン獲得は、この年のロズベルグと1958年のマイク・ホーソンの2例のみである。また、前年ノーポイントからのチャンピオン獲得は2024年現在、ロズベルグが唯一である。

#### 1983年
ターボエンジン勢の優勢は変わらず、引き続きNAエンジンでの戦いとなったロズベルグはチャンピオン争いに絡むことは出来なかった。しかし開幕戦ブラジルGPではPPを獲得し、他にも時折上位グリッドを獲得。第5戦モナコGPではウェット路面だが雨は止んでいるという難コンディションの中、ドライ用スリックタイヤを選択したギャンブルが成功しF1での2勝目を挙げた。
最終戦南アフリカGPでは同年エンジンサプライヤーとしてF1活動を再開していたホンダ製V6ターボエンジンRA164Eを搭載したFW09が投入され、ロズベルグもターボエンジンで戦えるようになった。

#### 1984年

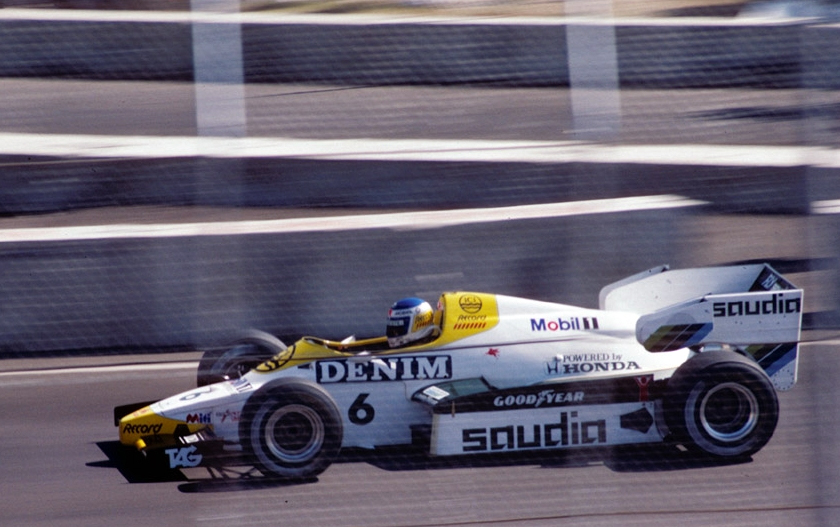
ウイリアムズFW09（1984年アメリカGP）

開幕からホンダV6ターボエンジンで戦う初年度となった。開幕戦ブラジルGPで幸先よく2位表彰台を獲得。初期ホンダターボエンジンは、まだ熟成されておらずピストンが溶けてしまうという弱点があった。出力特性としてアクセルへのレスポンスが悪く、大きいターボラグの影響でいきなりハイパワーが出るいわゆる「ドッカンターボ」であったが、これをロズベルグは豪腕でねじ伏せるように走らせ、ホンダエンジンの開発に貢献する。
エンジンに加え、ウィリアムズのマシンもパトリック・ヘッドがカーボン・ファイバー・モノコックの導入に慎重で、FW09シャシーはアルミハニカム製モノコックだったため剛性不足であり16戦中10戦リタイヤという成績となったが、テキサス州ダラスで開催された第9戦アメリカGPでは優勝。ホンダのF1復帰2年目にして復帰後初勝利をもたらした。

#### 1985年

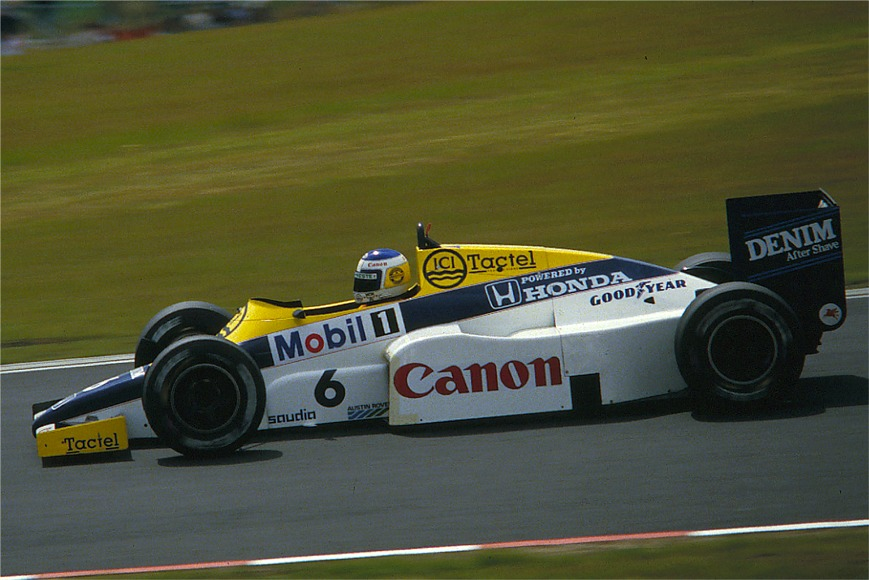
ウイリアムズFW10

ウィリアムズにとって初のカーボンファイバー製モノコック採用車であるウィリアムズ・FW10は、ホンダの新設計エンジンRA165Eを搭載。シーズンが進むにつれ熟成が進みトラブルによるリタイヤが減少、常に上位につけるようになる。2度のPPを含め6度フロントローに並ぶなど、予選ではほぼ毎戦上位グリッドに付ける。イギリスGPの予選で記録した1周の平均速度259キロは当時の最速記録で、2002年イタリアグランプリまで17年破られないレコードであった。
決勝でも一時リタイヤが続いたが、最終的には2勝・3FLを記録。最終戦オーストラリアGPで挙げた勝利により、ドライバーズポイントでロータスのアイルトン・セナを逆転。アラン・プロスト、ミケーレ・アルボレートに次ぐ年間ランキング3位でシーズンを終える充実のシーズンとなった。また、同年6月には愛息ニコ・ロズベルグが誕生している。
この年は、新チームメイトとなったイギリス人ドライバー、ナイジェル・マンセルがF1参戦6年目にしてF1初勝利を挙げるなど速さを発揮し台頭。イギリスのチームであるウィリアムズは翌年に向けマンセルをチームに残し、二度のF1タイトル経験者であるネルソン・ピケと新たに契約。ケケは4年を過ごしたウィリアムズを離れ、引退するニキ・ラウダの後任としてマクラーレン移籍が決まった。

### マクラーレン移籍とF1引退

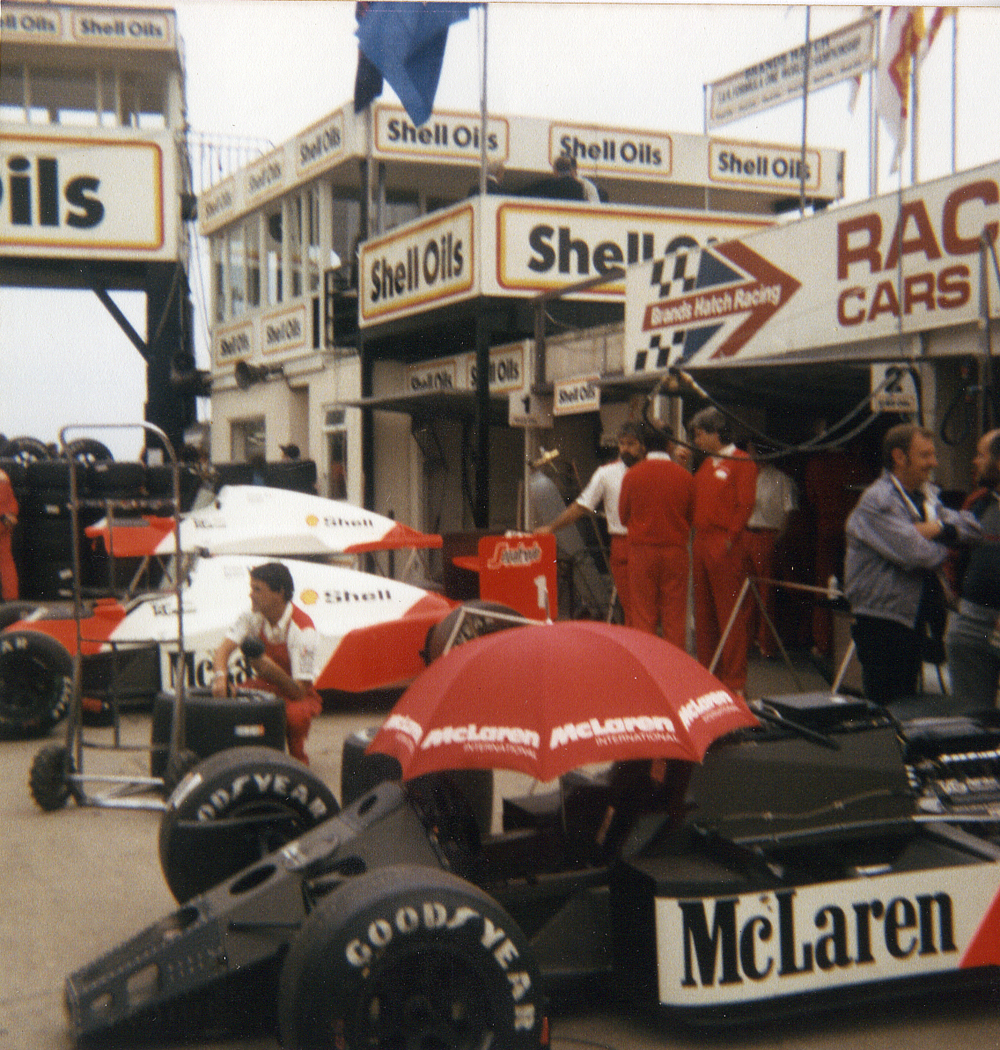
マクラーレンMP4/2C（1986年イギリスGP）

四強の一角であり、前年度のチャンピオンチームであるマクラーレンに移籍。開幕前にロン・デニス監督は「アラン・プロストとケケ・ロズベルグは二人ともNo.1ドライバーで同等」としていた。TAGポルシェエンジンを搭載するMP4/2Cをドライブするが、前年までドライブしていたホンダエンジンの競争力が更に向上したことなどから苦戦。加えて、F1のターボエンジン化により強いられた燃費を気にした走行への嫌悪感から、シーズン中の第10戦西ドイツGPにて同年限りでのF1引退を発表。「燃費競争に陥ったF1なんか興味無いよ。アクセル全開で走れる本当のF1はどこに行ったんだい？」とコメントした。引退会見直後に行われた予選でPPを獲得し、引退理由が能力の衰えではないことを結果で示した。
F1引退レースとなった最終戦オーストラリアGPでは、7周目からトップを独走してライバルたちを翻弄、一時は30秒近いリードを奪うが、右リアタイヤがバーストしてリタイアに終わる。マシンを降りた後、コース上を走り去るチームメイトのプロストに向かってサムアップするシーンも話題となった。その後、タイトルに最も近い位置にいたマンセルにも同じトラブル（マンセルの場合は左リアタイヤがバースト）が襲いリタイア、2名がリタイアしたあとトップに立ったのはネルソン・ピケだったが、グッドイヤー首脳から「交換しないとタイヤの安全性を保障できない」と言われたウィリアムズピットがピケのタイヤ交換を強いられピットインし後退。レース序盤にパンクを喫し予定外のタイヤ交換をしていたプロストが優勝。6ポイント差をひっくり返し逆転でワールドチャンピオンを獲得した。
このレースについて、レース後ロズベルグはマスコミに対し「普段より（ターボエンジンの）ブースト圧を下げて大事を取っていたのに独走した。このまま引退するのももったいないぞ、と思った」とジョーク交じりで述べていたが、一方で「チームがタイトルを獲得することの重要性を理解していた」とも語っており、実際には燃費やブレーキ寿命・タイヤ寿命を無視したハイペースでレース序盤を撹乱し、ウィリアムズ2台のタイヤを疲弊させてチームメイトであるプロストのタイトル獲得を助ける戦略であった。プロストは「あのレース前にケケがどんな手を使っても君をチャンピオンにするために助けるから、と言ってくれて、あの時のケケをよく思い出すよ」と翌年のインタビューで感謝を述べている（但し、このレースではマンセルが3位以内なら、仮にプロストが優勝してもタイトルはマンセルが取ってしまうため、その場合プロストはF1ラストレースだったロズベルグに優勝を譲る計画もあった）。

### その後の活動
1989年6月、ベネトンからF1復帰の打診を受けた。足の負傷の回復が思わしくなかった新人ジョニー・ハーバートの後任としてのオファーだったが、テスト走行なしで実戦（フランスGP）に戻る急なスケジュール提示に「準備期間不足」を理由に断った。しばしのブランクを経て、1990年7月にプジョーと契約。同年終盤からスポーツカー世界選手権（SWC）に参戦し現役に復帰した。本格参戦となった1991年、プジョー・905をヤニック・ダルマスとのコンビでドライブして2勝し、ル・マン24時間レースにも出場した（結果はリタイア）。F1界の出来事に対して誰に対しても率直に意見を言う解説者としても人気を得た。1990年のフェラーリがすでにウィリアムズと契約済だったジャン・アレジ獲得のために大金を使った際には、「エンツォが生きていたら、こんなカネの使い方は許さなかっただろう。なぜこんな動きをするのか理解できない。」とフィアット体制になって以後のフェラーリの急激な内部変化を批判した。

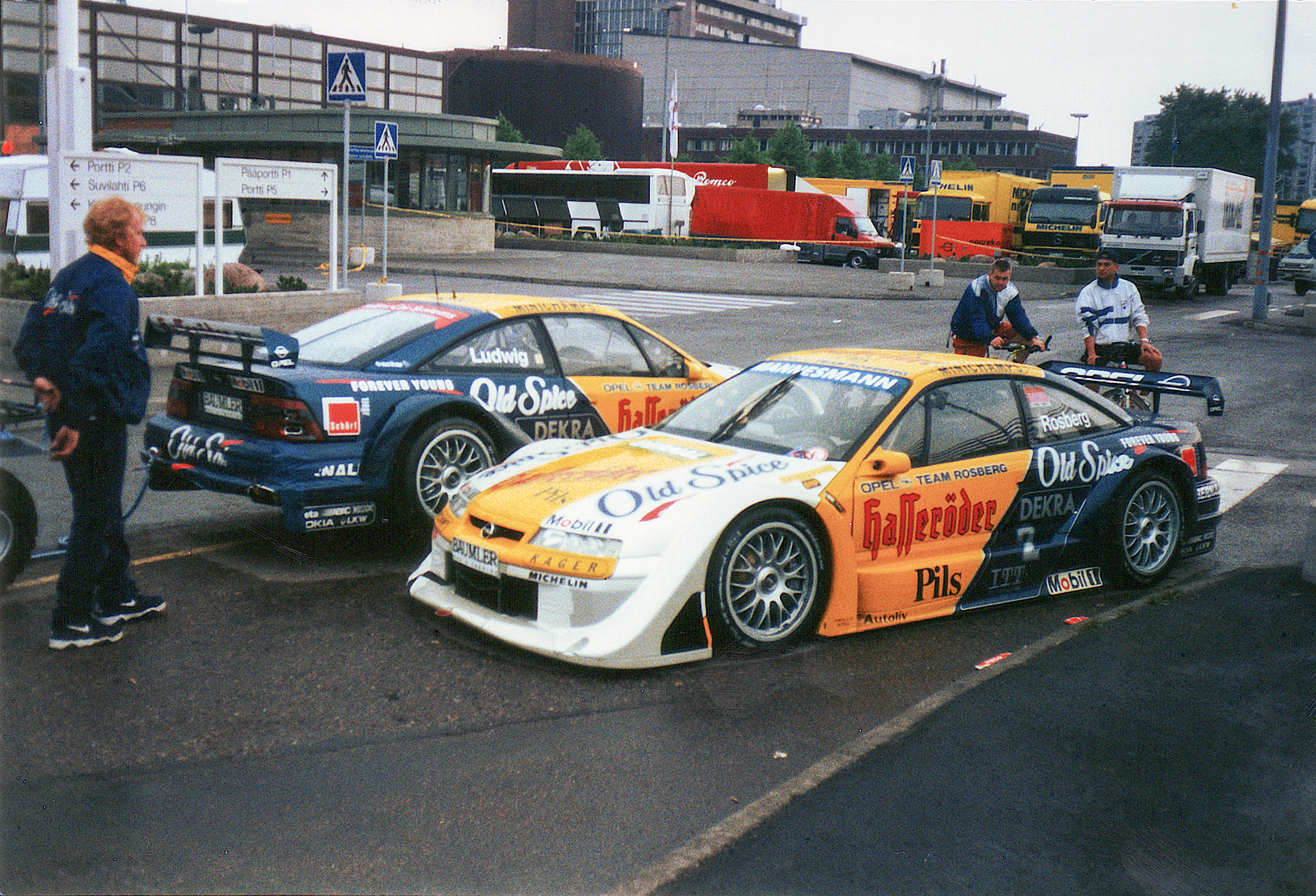
チーム・ロズベルグのマシン（1995年DTMヘルシンキ戦）

ドライバーとしては、1992年よりドイツツーリングカー選手権を主戦場とし、メルセデスやオペルチームに所属した。1995年にはチーム・ロズベルグ (en) を結成し、この年を最後にレーサーとしての現役を引退した。チーム・ロズベルグはユーロF3、フォーミュラ・BMW、A1グランプリなどに参戦した後、アウディ系チームとしてDTM（新シリーズ）に参戦している。
また、現役でF1を走っていた1981年にスポーツプロモーションを行う会社としてオストビン・ポドリッヒ（のちケケと袂を分かち、ティエリー・ブーツェンのマネージャーとなる）と共同で「ユーロ・プロモーション社」を創業させており、自らのレース活動のマネージメント会社としての機能の他、同じ北欧出身で少年カート時代からの後輩ステファン・ヨハンソンをユーロ社でマネージメントし、フェラーリ入りに一役買っている。レース界以外にもアルペンスキー競技のプロモーションなども手掛けていた。1986年でF1引退後はこの事業により注力。若手レーシングドライバーのエージェントとしての活動が本格化し、J.J.レートやミカ・ハッキネンなど母国フィンランド出身ドライバーをジュニアフォーミュラの時点で発掘し「ユーロ・プロモーション社」のクライアントとしてマネージメントを担当。イギリスF3選手権などのトップチームで経験を積ませた上でF1へ送り込んだ。息子であるニコ・ロズベルグ（国籍はドイツ）のマネージメントも務め、ニコは2006年から2009年まで父親の古巣ウィリアムズに在籍していた。
拠点はドイツやモナコに移し、スペインの小島も所有しているが、母国フィンランドにおいての影響力は大きく夕刊紙「イルタレティ」創業メンバーの一人でもある。ほかにも「フィンランド国内のレース環境が落ち目なので、スバルと組んで参戦しやすい新しいレースカテゴリーを創設した（1992年）。何とかフィンランドのレースシーンを活気づけたいんだ」と愛国心について述べている。

## エピソード
- レース環境面において、「フィンランド人でいることと、日本人でいることは似ている。母国で速くても外国へ行って日本語しか話せなかったら大変だろ？交渉のテーブルに着くのも難しくなっちゃう。フィンランド語も同じさ。だからJJやミカは早いうちから英語の環境に移した。」と述べ、「どんなに優れていても、例えば私は星野一義の日本での速さをよく知っている。彼は一流のテクニックを持っているが、国際人でなかったがゆえに欧州のF2遠征に来ても結局日本に戻ることになった。鈴木亜久里にはまだ国際性がある方だし、片山右京もうまいとは言えない英語でみんなを楽しませるジョークを言ってくれるけど、もっとコミュニケーション能力を高めないと、皆に愛されている存在で終わってしまうだろう。」と語学の重要性を説いている（1992年）[1]。
- 1977年のF1シーズン終了後、富士スピードウェイで行われた国産F1マシンKE009のテストにドライバーとして参加。まず1977日本GP決勝出走時そのままの仕様で数周走行しピットイン、当時装着していたブリヂストン製タイヤの剛性不足等問題点を指摘した後、タイヤを中古のグッドイヤー製に換装した即席セッティングで再びコースに入り、日本GP優勝車（ジェームス・ハントドライブのマクラーレン・M26）が記録したトップタイムをあっさり更新した[12]。KEの高いマシンポテンシャルもさることながら、ケケの潜在能力をのぞかせた瞬間であった。
- 初めての鈴鹿サーキット走行だった全日本選手権スポット参加の際、同レースに参戦していた星野一義はロズベルグが高速左コーナー「130R」を全開で走っている音を聞いて驚愕したと述べている[13]。星野をはじめ松本恵二も「当時は、次こそ絶対に全開で行くと決めて行っても、どうしても右足がアクセルを離してしまうのが130R」であり、「最初から全開で行ったのケケぐらいだよね」と2人で述べている[13]。
- 1982年にウィリアムズ入りするが、リカルド・パトレーゼによるとフランク・ウィリアムズはロズベルグより先にパトレーゼへ電話をして交渉していた。しかしパトレーゼがその前週にブラバムと2年契約にサインしたばかりだったため断ることになり、ウィリアムズはロズベルグとの交渉に移った。結果的にロズベルグはウィリアムズでワールドチャンピオンを獲得し、パトレーゼは「これもタイミングと縁だけど、当時少し複雑な気持ちにはなったね。」と述べている（1988年）[14]。
- 1982年の第2戦ブラジルGPでは2位で終えるが、レース中に車載の水を捨て車検前に補給したため、レース中故意に規定最低重量以下で走行していたという理由で、優勝したネルソン・ピケと共に失格と裁定された。この事件は第4戦サンマリノGPで10チームがボイコットするという事件にまで発展した。翌1983年の開幕戦ブラジルGPでもレギュレーション違反で失格となっており、ブラジルGPとは因縁がある。
- 日本製のアライヘルメットを最初期に使い始めたF1ドライバーの一人。それまではイタリアのAGV製のものを着用していたが、1984年からアライ製ヘルメットを着用し始め、F1引退後もDTMに参戦した1992年までアライユーザーであった。カラーリングにはスポンサーの意向を忠実に再現できるように、詳細なミリ単位のカラーリング指示及びスポンサーロゴ配置図をアライ側に渡したというエピソードがある[15]。ウィリアムズでチームメイトとなったナイジェル・マンセルもそれまではBELL製を使用していたが、ケケを見て1985年から引退後のイベントでもアライ製のヘルメットを使用している。
- 1984年第9戦、高温となったダラスで開催されたアメリカGPでは、ヘルメットに特製の冷却システムを組み込み、集中力を維持した。因みに、このレース、スタートした25台中完走は8台、リタイアした内13台はアクシデント、4台はマシントラブルによる。なお、最後尾近くからスタートしたチームメイトのジャック・ラフィットは4位入賞している[16]。
- ホンダF1エンジンの総監督として3年一緒に仕事をした桜井淑敏は自著で「職人気質の典型という男だった。テスト走行だとあまり真面目に走ってくれないし、エンジニアの質問に対するフィードバックも細かく帰ってこない。しかしグランプリ本番では、刀を抜く手も見せず敵を斬り捨てるような凄味があった。俺の腕にふさわしい車を作ってくれ、そうすれば勝てるぜという自信も持っていた」とロズベルグ評を記している[17]。
- ロズベルグの走り方に慣れていたホンダのエンジニアたちは、一般的に暴れん坊と評されることが多いマンセルがウィリアムズに加入した際にその走行データ、エンジンデータを見て「マンセルはスムーズな運転をするドライバー」と評価したという。
- 長男ニコの誕生直後だった1985年イギリスグランプリでは、予選でそれまでのレコードを4秒縮める驚異的なタイムアタックを成功させポールポジションを獲得したが、この最速ラップの時のシルバーストーン・サーキット最終シケイン立ち上がりではすでにタイヤがブリスターだらけで全くコントロールできない状況になっており、無茶を承知でアクセルを踏み続けていた結果ポールポジションになっていた。引退後のインタビューでは「あれはクレイジー過ぎた。時速250キロ以上であんな危険な行為は、最初の子供が生まれた直後の父親がやっていい訳がない。でも走ってる最中は最高に楽しかったね! だからあれは全く自分勝手な行為で、自分が楽しみたくてやっただけなのさ。レースというのはそれほど利己的な行為で、レーサーはスタンドの観衆にスリルや興奮を与えてあげようとか、そんなこと考えながら走ってないよ（笑）」と自らのレーサー観を解説している[18]。
- マクラーレンに移籍した1986年開幕前のテストで、チーフデザイナーのジョン・バーナードから「新車に慣れるために最初の数周は流して行け」と言われたが、アウトラップから全開アタックを開始、2周目で大クラッシュを喫してしまいマシンを壊した。これ以後バーナードはシーズン中盤までロズベルグと口を利かなくなってしまった。
- これに関連し、マクラーレンでのチームメイトアラン・プロストのロズベルグ評は、「ケケは、一言でいうと弾丸だね。常にすごいラップタイムを出したくて、常にアタックしていたいのが特徴であり、ケケの個性だ。そして、実際にとても速い。彼はロングランテストが好きじゃないので、僕がロングランを担当した結果、バーナードが僕の方を信用してるのかな？という気がする」と1986年開幕前テストで印象を述べている[19]。
- F1引退を決めた1986年シーズン終盤に行われたインタビューで、「（チームメイトの）アラン・プロストこそが世界最高のドライバーである」と発言。「本当にそう思っているんですか？」と問う記者をさえぎるように「いや、そう思っているなんてことじゃなくて、そうだってことを知っているんだ」と述べた。
- マクラーレンから出走した1986年ポルトガルGPでは、ロズベルグだけ通常のマールボロの赤色部分が、新商品「マールボロライト」の黄色に塗られた1戦限りの特別仕様車をドライブした[20]。
- 1989年日本GPレース終盤にシケインでプロストとセナが接触した際、「プロストがあんな下手なブロックをして接触したのは、他人の進路を塞ぐというアンフェアなことを今までしたことがなかったからだろう。あれをやるには凄いテクニックが要るんだよ」と解説した。
- 息子ニコがカートに参戦し始めていた7歳の頃の取材で、息子はフィンランド国籍にしないの？と問われ「うちの家族はフィンランドでは生きていけないよ(笑)。妻はドイツ出身でフィンランドの冬に耐えられない。息子もフィンランド語が分からない。モンテカルロのアメリカンスクールに通ってドイツ語と英語の教育を受けているしね。」と回答している[1]。
- しかしフィンランドへの郷土愛は強く持っており、「1979年からモナコに居住するようになったけど、ビジネスをするにはここが最適だ。フィンランドはビジネスには小さすぎる。でもフィンランド人であることは今でも私にとって重要だし、たまに帰るとホッとするよ。特に四季の変化がモナコには欠けている。私の母国には美しくも厳しい冬があって、そのおかげで素晴らしい夏がある。思い出して恋しくなることもあるよ。」と話す一方で、「妻が年中暖かい地中海より北に住む事を賛成してくれないので、母国に暮らすことはないと思う。」と語った[1]。

## F1での主な記事
- 1978年 セオドールからF1初参戦。シルバーストン・サーキットでのノンタイトル戦で優勝。
- 1980年 フィッティパルディから参戦。シーズンランキング10位。
- 1982年 ウイリアムズに移籍、初優勝、初ポールポジション。1勝〔スイス〕 ウィリアムズ ワールドチャンピオン獲得。
- 1983年 1勝〔モナコ〕 ウィリアムズ シーズンランキング5位。
- 1984年 1勝〔ダラス〕 ウィリアムズ シーズンランキング8位。
- 1985年 2勝〔デトロイト、オーストラリア〕 シーズンランキング3位。
- 1986年 マクラーレンに移籍、シーズン中に引退発表、年末に引退。シーズンランキング6位。

## カーナンバー(F1)
- 32 (1978年第3～7.11～14戦)
- 10 (1978年第8～10.15.16戦)
- 20 (1979年第8～15戦.1981年第1～10.12～15戦)
- 21 (1980年)
- 6  (1982年第1～3.5～16戦.1984年.1985年)
- 1  (1983年)
- 2  (1986年)

## レース戦績

### ヨーロッパ・フォーミュラ2選手権
| 年     | エントラント                              | シャーシ        | エンジン | 1       | 2       | 3       | 4       | 5       | 6       | 7       | 8      | 9       | 10      | 11  | 12    | 13    | 順位 | ポイント |
| ------ | ----------------------------------------- | --------------- | -------- | ------- | ------- | ------- | ------- | ------- | ------- | ------- | ------ | ------- | ------- | --- | ----- | ----- | ---- | -------- |
| 1976年 | チーム・ウェスティンガー ユーロ・レーサー | Toj・F201       | BMW      | HOC Ret | THR Ret | VAL DNQ | SAL 13  | PAU     | HOC Ret | ROU 4   | MUG 24 | PER DNQ |         |     | HOC 5 |       | 10位 | 5        |
| 1976年 | フレッド・オペル・レーシング              | シェブロン・B35 | ハート   |         |         |         |         |         |         |         |        |         | EST Ret | NOG |       |       | 10位 | 5        |
| 1977年 | フレッド・オペル・レーシング              | シェブロン・B35 | ハート   | SIL Ret |         |         |         |         |         |         |        |         |         |     |       |       | 6位  | 25       |
| 1977年 | フレッド・オペル・レーシング              | シェブロン・B40 | ハート   |         | THR Ret | HOC 8   | NÜR 3   | VAL 12  | PAU 11  | MUG Ret | ROU    | NOG 13  | PER 1   | MIS | EST 4 | DON 2 | 6位  | 25       |
| 1978年 | フレッド・オペル・レーシング              | シェブロン・B42 | ハート   | THR Ret | HOC 8   | NÜR 2   | PAU DNS | MUG Ret | VAL Ret | ROU     | DON 1  | NOG 17  | PER     | MIS | HOC   |       | 5位  | 16       |
| 1979年 | プロジェクト・フォー・レーシング          | マーチ・792     | BMW      | SIL     | HOC 1   | THR     | NÜR Ret | VAL     | MUG     | PAU     | HOC    | ZAN     | PER     | MIS | DON   |       | 12位 | 9        |

### 全日本F2選手権
| 年     | チーム             | シャーシ        | エンジン | 車番 | 1       | 2   | 3   | 4   | 5   | 6   | 7     | 8       | 順位 | ポイント |
| ------ | ------------------ | --------------- | -------- | ---- | ------- | --- | --- | --- | --- | --- | ----- | ------- | ---- | -------- |
| 1977年 | カウーゼン         | elf 2J          | ルノー   | 30   | SUZ     | SUZ | NIS | SUZ | FSW | FSW | SUZ   | SUZ Ret | -    | -        |
| 1979年 | NIKKO セミデラコン | シェブロン・B48 | BMW      | 6    | SUZ Ret |     |     |     |     |     |       |         | -    | -        |
| 1979年 | Walter Wolf        | マーチ・792     | BMW      | 7    |         |     |     |     | SUZ | SUZ | SUZ 3 |         | -    | -        |

### F1
| 年     | 所属チーム         | シャシー | 1       | 2       | 3       | 4        | 5        | 6       | 7        | 8       | 9       | 10      | 11      | 12      | 13      | 14       | 15      | 16      | WDC       | ポイント |
| ------ | ------------------ | -------- | ------- | ------- | ------- | -------- | -------- | ------- | -------- | ------- | ------- | ------- | ------- | ------- | ------- | -------- | ------- | ------- | --------- | -------- |
| 1978年 | セオドール         | TR1      | ARG     | BRA     | RSA Ret | USW DNPQ | MON DNPQ | BEL DNQ | ESP DNPQ |         |         |         |         |         |         |          |         |         | NC (29位) | 0        |
| 1978年 | ATS                | HS1      |         |         |         |          |          |         |          | SWE 15  | FRA 16  | GBR 17  |         |         |         |          |         |         | NC (29位) | 0        |
| 1978年 | ウルフ／セオドール | WR3      |         |         |         |          |          |         |          |         |         |         | GER 10  | AUT NC  |         |          |         |         | NC (29位) | 0        |
| 1978年 | ウルフ／セオドール | WR4      |         |         |         |          |          |         |          |         |         |         |         |         | NED Ret | ITA DNPQ |         |         | NC (29位) | 0        |
| 1978年 | ATS                | D1       |         |         |         |          |          |         |          |         |         |         |         |         |         |          | USA Ret | CAN NC  | NC (29位) | 0        |
| 1979年 | ウルフ             | WR8      | ARG     | BRA     | RSA     | USW      | ESP      | BEL     | MON      | FRA 9   |         | GER Ret |         |         | ITA Ret |          |         |         | NC (29位) | 0        |
| 1979年 | ウルフ             | WR7      |         |         |         |          |          |         |          |         | GBR Ret |         |         |         |         |          |         |         | NC (29位) | 0        |
| 1979年 | ウルフ             | WR9      |         |         |         |          |          |         |          |         |         |         | AUT Ret | NED Ret |         | CAN DNQ  |         |         | NC (29位) | 0        |
| 1979年 | ウルフ             | WR8/9    |         |         |         |          |          |         |          |         |         |         |         |         |         |          | USA Ret |         | NC (29位) | 0        |
| 1980年 | フィッティパルディ | F7       | ARG 3   | BRA 9   | RSA Ret | USW Ret  | BEL 7    | MON DNQ | FRA Ret  | GBR DNQ |         |         |         |         |         |          |         |         | 10位      | 6        |
| 1980年 | フィッティパルディ | F8       |         |         |         |          |          |         |          |         | GER Ret | AUT 16  | NED DNQ | ITA 5   | CAN 9   | USA 10   |         |         | 10位      | 6        |
| 1981年 | フィッティパルディ | F8C      | USW Ret | BRA 9   | ARG Ret | SMR Ret  | BEL Ret  | MON DNQ | ESP 12   | FRA Ret | GBR Ret | GER DNQ | AUT     | NED DNQ | ITA DNQ | CAN DNQ  | CPL 10  |         | NC (26位) | 0        |
| 1982年 | ウィリアムズ       | FW07C    | RSA 5   | BRA DSQ | USW 2   | SMR      |          |         |          |         |         |         |         |         |         |          |         |         | 1位       | 44       |
| 1982年 | ウィリアムズ       | FW08     |         |         |         |          | BEL 2    | MON Ret | DET 4    | CAN Ret | NED 3   | GBR Ret | FRA 5   | GER 3   | AUT 2   | SUI 1    | ITA 8   | CPL 5   | 1位       | 44       |
| 1983年 | ウィリアムズ       | FW08C    | BRA DSQ | USW Ret | FRA 5   | SMR 4    | MON 1    | BEL 5   | DET 2    | CAN 4   | GBR 11  | GER 10  | AUT 8   | NED Ret | ITA 11  | EUR Ret  |         |         | 5位       | 27       |
| 1983年 | ウィリアムズ       | FW09     |         |         |         |          |          |         |          |         |         |         |         |         |         |          | RSA 5   |         | 5位       | 27       |
| 1984年 | ウィリアムズ       | FW09     | BRA 2   | RSA Ret | BEL 4   | SMR Ret  | FRA 6    | MON 4‡  | CAN Ret  | DET Ret | DAL 1   |         |         |         |         |          |         |         | 8位       | 20.5     |
| 1984年 | ウィリアムズ       | FW09B    |         |         |         |          |          |         |          |         |         | GBR Ret | GER Ret | AUT Ret | NED 8   | ITA Ret  | EUR Ret | POR Ret | 8位       | 20.5     |
| 1985年 | ウィリアムズ       | FW10     | BRA Ret | POR Ret | SMR Ret | MON 8    | CAN 4    | DET 1   | FRA 2    | GBR Ret | GER 12  | AUT Ret | NED Ret | ITA Ret | BEL 4   | EUR 3    | RSA 2   | AUS 1   | 3位       | 40       |
| 1986年 | マクラーレン       | MP4/2C   | BRA Ret | ESP 4   | SMR 5   | MON 2    | BEL Ret  | CAN 4   | DET Ret  | FRA 4   | GBR Ret | GER 5   | HUN Ret | AUT 9   | ITA 4   | POR Ret  | MEX Ret | AUS Ret | 6位       | 22       |

- 太字はポールポジション、斜字はファステストラップ。(key)
- ‡ : ハーフポイント。レース周回数が75%未満で終了したため、得点が半分となる。

### スポーツカー世界選手権
| 年     | 所属チーム                 | 使用車両       | クラス | 1       | 2       | 3       | 4       | 5       | 6     | 7     | 8       | 9      | 順位 | ポイント |
| ------ | -------------------------- | -------------- | ------ | ------- | ------- | ------- | ------- | ------- | ----- | ----- | ------- | ------ | ---- | -------- |
| 1983年 | GTi エンジニアリング       | ポルシェ・956  | C      | MNZ     | SIL     | NÜR 3   | LMN     | SPA     | FUJ   | KYA   |         |        | 25位 | 12       |
| 1990年 | プジョー・タルボ・スポール | プジョー・905  | C      | SUZ     | MNZ     | SIL     | SPA     | DIJ     | NÜR   | DON   | CGV Ret | MEX 13 | NC   | 0        |
| 1991年 | プジョー・タルボ・スポール | プジョー・905  | C1     | SUZ Ret | MNZ Ret | SIL Ret | LMN Ret | NÜR Ret |       |       |         |        | 13位 | 40       |
| 1991年 | プジョー・タルボ・スポール | プジョー・905B | C1     |         |         |         |         |         | MAG 1 | MEX 1 | AUT Ret |        | 13位 | 40       |

### ル・マン24時間レース
| 年      | チーム                     | コ・ドライバー                                  | 使用車両      | クラス | 周回数 | 総合順位 | クラス順位 |
| ------- | -------------------------- | ----------------------------------------------- | ------------- | ------ | ------ | -------- | ---------- |
| 1991年  | プジョー・タルボ・スポール | ヤニック・ダルマス ピエール＝アンリ・ラファネル | プジョー・905 | C1     | 68     | DNF      | DNF        |
| Source: |                            |                                                 |               |        |        |          |            |

### ドイツツーリングカー選手権/国際ツーリングカー選手権
| 年     | 所属チーム                 | 使用車両                            | 1         | 2         | 3         | 4         | 5         | 6         | 7         | 8         | 9        | 10        | 11        | 12        | 13        | 14        | 15        | 16        | 17       | 18        | 19        | 20        | 21      | 22    | 23        | 24        | 順位 | ポイント |
| ------ | -------------------------- | ----------------------------------- | --------- | --------- | --------- | --------- | --------- | --------- | --------- | --------- | -------- | --------- | --------- | --------- | --------- | --------- | --------- | --------- | -------- | --------- | --------- | --------- | ------- | ----- | --------- | --------- | ---- | -------- |
| 1992年 | AMG                        | メルセデス・ベンツ 190E 2.5-16 Evo2 | ZOL 1 11  | ZOL 2 Ret | NÜR 1 17  | NÜR 2 8   | WUN 1 4   | WUN 2 1   | AVU 1 12  | AVU 2 15  | HOC 1 3  | HOC 2 Ret | NÜR 1 3   | NÜR 2 3   | NOR 1 Ret | NOR 2 18  | BRÜ 1 Ret | BRÜ 2     | DIE 1 3  | DIE 2     | SIN 1 Ret | SIN 2 6   | NÜR 1 2 | NÜR 2 | HOC 1 Ret | HOC 2 DNS | 5位  | 147      |
| 1993年 | ヨースト・レーシング       | オペル・カリブラ V6 4x4             | ZOL 1     | ZOL 2     | HOC 1     | HOC 2     | NÜR 1     | NÜR 2     | WUN 1     | WUN 2     | NÜR 1    | NÜR 2     | NOR 1     | NOR 2     | DIE 1     | DIE 2     | SIN 1     | SIN 2     | AVU 1    | AVU 2     | HOC 1 7   | HOC 2 Ret |         |       |           |           | 18位 | 4        |
| 1994年 | オペル・チーム・ヨースト   | オペル・カリブラ V6 4x4             | ZOL 1 12  | ZOL 2 10  | HOC 1 Ret | HOC 2 3   | NÜR 1 Ret | NÜR 2 Ret | NÜR 1 9   | NÜR 2 Ret | NOR 1 17 | NOR 2 DNS | DIE 1 Ret | DIE 2 DSQ | NÜR 1 5   | NÜR 2 Ret | AVU 1 8   | AVU 2 Ret | SIN 1 10 | SIN 2 Ret | HOC 1 12  | HOC 2 Ret |         |       |           |           | 14位 | 27       |
| 1995年 | オペル・チーム・ロズベルグ | オペル・カリブラ V6 4x4             | HOC 1 7   | HOC 2 Ret | AVU 1 9   | AVU 2 4   | NOR 1 Ret | NOR 2 Ret | DIE 1 Ret | DIE 2 Ret | NÜR 1 4  | NÜR 2 Ret | SIN 1 10  | SIN 2 Ret | HOC 1 12  | HOC 2 14  |           |           |          |           |           |           |         |       |           |           | 18位 | 17       |
| 1995年 | オペル・チーム・ロズベルグ | オペル・カリブラ V6 4x4             | MUG 1 Ret | MUG 2 DNS | HEL 1 Ret | HEL 2 Ret | DON 1 13  | DON 2 Ret | EST 1 Ret | EST 2 Ret | MAG 1 12 | MAG 2 8   |           |           |           |           |           |           |          |           |           |           |         |       |           |           | 20位 | 3        |